# Covent Garden

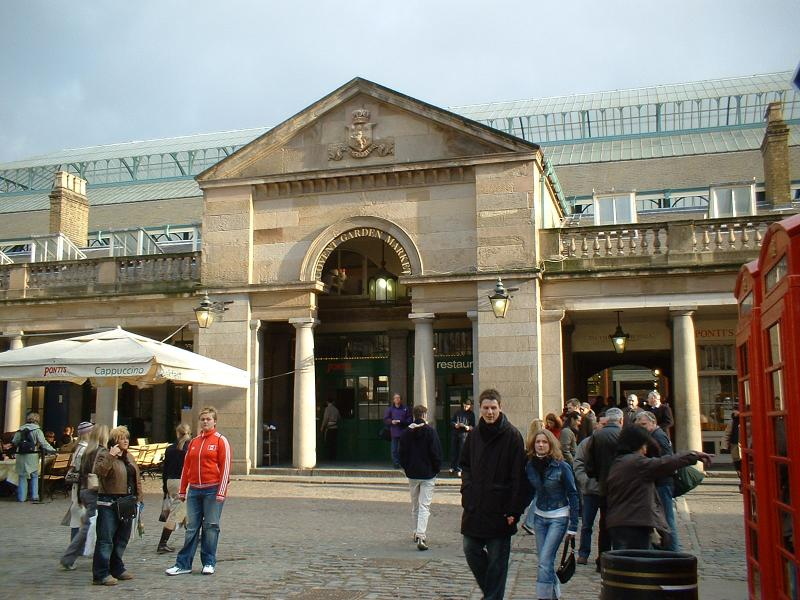
Covent Garden Market ligger vid Covent Garden Piazza.

Covent Garden är en stadsdel (district) i centrala London. Där finns bland annat Royal Opera House och Covent Garden Market.

## Historia
Convent Garden hette området från början och var köksträdgård till klostret, Westminster Abbeys munkar. 1540 blev det en dispyt mellan katolska kyrkan och Henrik VIII. Ägorna beslagtogs av kungen och stora delar lämnades över till John Russell, 1:e earl av Bedford. Återstoden av Convent Garden fick Edward Seymour, 1:e hertig av Somerset 1547. På grund av Seymours högförräderi 1552 återtog kungahuset området, och Bedfordfamiljen fick även dessa ägor.
Arkitekten Inigo Jones fick 1630 uppdraget att bygga nya hus på området. Han hade rest mycket och inspirerats framförallt av italienska torg och byggnader. Covent Gardens Piazza blev det första torget som byggdes i England och omgavs av patricierhus. Gatorna runt området King Street, Charles Street och Henrietta Street har sina ursprungliga namn efter Karl I av England och hans drottning. Bedford Street, Russell Street, Southampton Street och Tavistock Street, är namn tillhörande Russells släkt. I mitten av 1600-talet öppnade 5:e Earl of Bedford The Piazza för handel med frukt och grönsaker.
Utomhusbås, gatuunderhållare och eleganta affärer gör Covent Garden till en magnet för besökare, dag som natt. Det centrala torget och kringliggande vackra viktorianska byggnader har alla gjorts om till ett av Londons livligaste distrikt. Detta glastakstäckta torg innehåller ett myller av små butiker och stånd som säljer kläder, böcker, konst, hantverk och antikviteter. I Covent Garden-området kan du även hitta över 60 barer och pubar.
År 2006 köptes Covent Gardens byggnader av CapCo för 421 miljoner pund. Byggnaderna hyrs ut till Covent Garden Trust, som betalar en årlig symbolisk hyra bestående av ett rött äpple och en blombukett.
I augusti 2007 arrangerades på Covent Garden för första gången någonsin "Food Night Market". Färska råvaror såldes från över 35 olika stånd med bland annat specialostar, champinjonsmörgåsar, ingefärs-fläskkorv och fudge. Syftet med "Night Market" var att ta Covent Garden tillbaka till sina rötter som "The Larder of London ", Londons skafferi.
På Covent Garden jobbade även Eliza Doolittle, blomsterflickan i George Bernard Shaws pjäs Pygmalion som var förlaga till den berömda filmen och musikalen My Fair Lady.
Under platsen ligger tunnelbanestation Covent Garden som trafikeras av Piccadilly Line.